# Shannon Miedema
Pour les articles homonymes, voir Miedema.
Shannon Miedema est une femme politique canadienne en Nouvelle-Écosse.
Elle est députée de la circonscription fédérale néo-écossaise de Halifax à la Chambre des communes depuis 2025 sous la bannière du Parti libéral du Canada.

## Biographie

### Premières années et éducation
Née à Ottawa en Ontario, elle aménage à Halifax pour faire des études en journalisme à l'université de King's College et ensuite une maîtrise en études environnementales à l'université Dalhousie. Miedema réalise aussi une formation en études environnementales et science des système terrestre à l'université Queens. Elle est aussi présidente de la Young Naturalists Club of Canada et récipiendaire de la Clean16 Award en 2023.

### Avant la politique
Miedema travaille pour la ville de Halifax en tant que directrice du département de l'Environnement et des Changements climatiques. À ce poste, elle oeuvre à l'implantation du plan d'action HalifACT. Elle travaille aussi comme consultante pour Raidho Resource Consulting Limited et comme analyste socioéconomique pour Stantec. 

### Carrière politique
Elle est candidate nommée lors de l'élection partielle annulée visant à remplacer Andy Fillmore qui devient maire de Halifax en 2025. Elle remporte l'investiture contre l'ancienne députée provinciale de Halifax Chebucto (en) Joachim Stroink et contre l'homme d'affaires Paul Fone.